# Elizabethtown (New York)
Elizabethtown è una città statunitense appartenente alla contea di Essex nello stato di New York. Al censimento del 2010 risultava abitata da 1163 residenti. Il nome proviene da Elizabeth Gilliland, consorte del primo colono della città.
Elizabethtown è sita nella parte centro-orientale della contea di Essex. Essa dista 63 chilometri da Burlington, 167 a sud di Montréal e 188 a nord di Albany.

## Storia

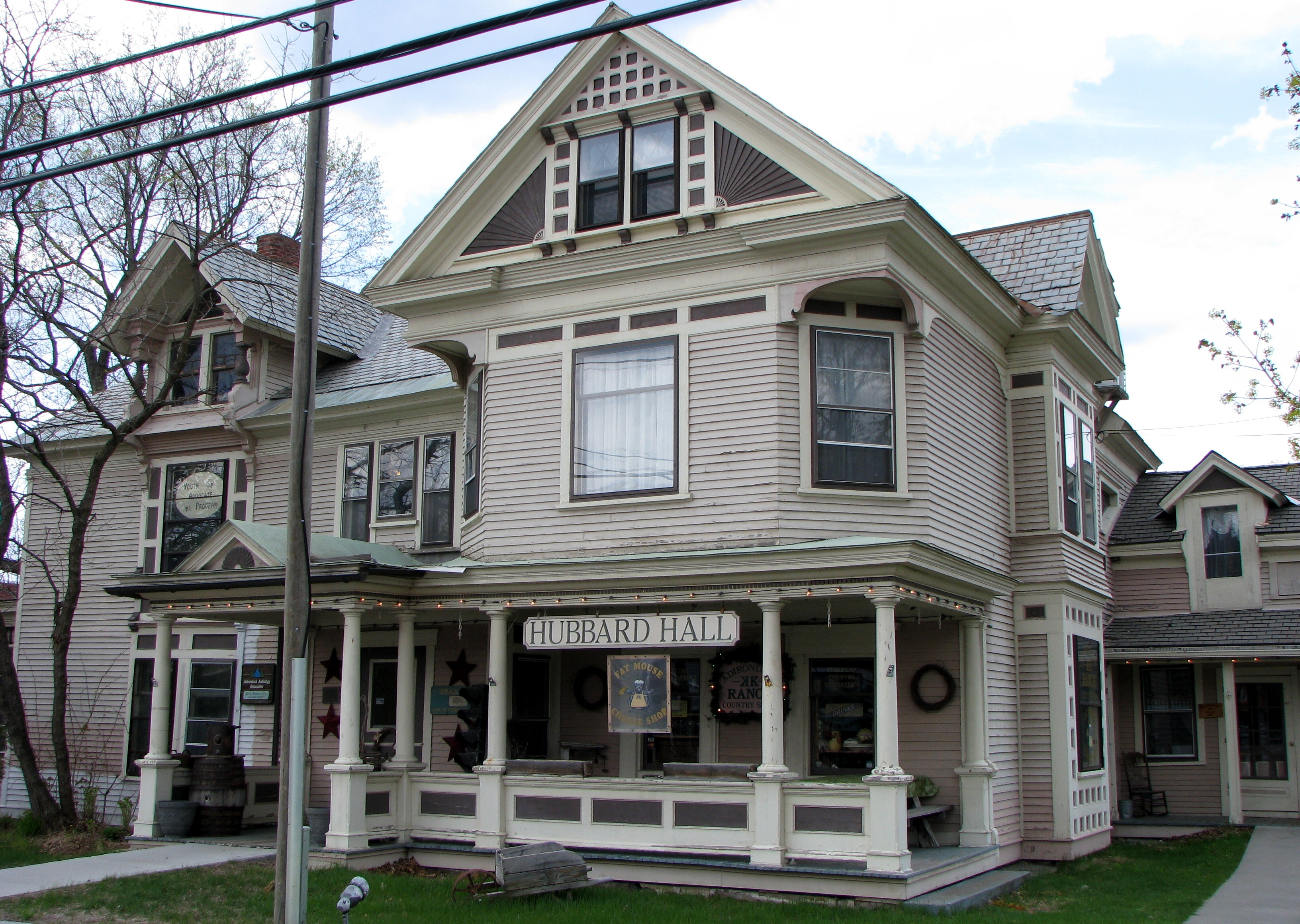
Hubbard Hall, costruita nel 1839, funse da ospedale cittadino fino al 1966. Andò distrutta da un incendio nel 2011.

William Gilliland, un investitore, acquisto ampi appezzamenti di terreno nella contea di Essex. La città nacque intorno al 1792 vicino alla Nuova Russia e fu costituita in città nel 1798, scorporandola da Crown Point. La comunità di Elizabethtown divenne la sede della contea, sostituendo una località nella città di Essex. Parti della città furono utilizzate per formare le città di Moriah (1808), Keene (1898) e Westport (1815). 
All'inizio ebbero molta importanza le attività industriali del legno e dei minerali ferrosi, ma il turismo divenne prevalente verso la fine del XIX secolo. Lo Hand-Hale Historic District e la Hubbard Hall sono iscritte nel Registro nazionale delle località storiche.